# Raimondo Epifanio
Raimondo Epifanio  (Naples, 1440 - 1482) est un peintre italien   de l'école napolitaine, qui fut actif à Naples à la fin du XVe siècle.

## Biographie
Raimondo Epifanio a été un élève de Silvestro de Buoni. Il excellait dans les peintures à thèmes historique et  Andrea Sabbatini a été un de ses élèves.

## Sources
- (en) Cet article est partiellement ou en totalité issu de l’article de Wikipédia en anglais intitulé « Raimondo Epifanio » (voir la liste des auteurs).